# شهرستان خانمیرزا
خانمیرزا یکی از شهرستان‌های استان چهارمحال و بختیاری است. مرکز این شهرستان، شهر آلونی است.
این شهرستان در پنجم اسفند ۱۳۹۷ از شهرستان لردگان جدا شد و مستقل گردید.

## موقعیت جغرافیایی
شهرستان خانمیرزا از شمال شرقی با شهرستان بروجن، از شمال غربی با شهرستان کیار، از جنوب شرقی با شهرستان فلارد، از جنوب تا جنوب غربی با شهرستان لردگان، از شرق با شهرستان سمیرم استان اصفهان و از غرب با شهرستان اردل همسایه است.

## تقسیمات کشوری
شهرستان خانمیرزا دارای ۲ بخش، ۴ دهستان و ۱ شهر به شرح زیر است:

### شهرستان خانمیرزا
| بخش   | مرکز بخش | جمعیت بخش ۱۳۹۵ | نام دهستان | مرکز دهستان | جمعیت دهستان ۱۳۹۵ | شهر              | جمعیت شهر ۱۳۹۵   |
| ----- | -------- | -------------- | ---------- | ----------- | ----------------- | ---------------- | ---------------- |
| مرکزی | آلونی    | ۳۶٬۳۶۰ نفر     | خانمیرزا   | دومکان      | ۲۰٬۳۳۷ نفر        | آلونی            | ۵٬۲۴۸ نفر        |
| مرکزی | آلونی    | ۳۶٬۳۶۰ نفر     | جوانمردی   | جوانمردی    | ۱۰٬۷۷۵ نفر        | آلونی            | ۵٬۲۴۸ نفر        |
| ارمند | ارمند    | ۱۷٬۳۶۸ نفر     | ارمند      | ارمند       | ۱۰٬۷۳۰ نفر        | **************** | **************** |
| ارمند | ارمند    | ۱۷٬۳۶۸ نفر     | سپیدار     | شهرک سونک   | ۶٬۶۳۸ نفر         | **************** | **************** |

## مردم‌شناسی
مردم شهرستان خانمیرزا از تبار لر بختیاری هستند و به زبان لری بختیاری سخن می‌گویند؛ همچنین پیرو دین اسلام و مذهب شیعه هستند.

## جاذبه‌های گردشگری
از جاذبه‌های گردشگری شهرستان می‌توان به موارد زیر اشاره نمود:
- تالاب مورزرد زیلایی
- بردگوری مسن
- بردگوری سرتنگ مسن۱
- بردگوری سرتنگ مسن۲
- بردگوری سرتنگ مسن۳
- رود ارمند (مرکز ورزش رفتینگ)
- تنگه حفاظت‌شده روستای رحیم‌آباد
- طبیعت بکر حفاظت شده روستای کلاموئی (پاسگاه بردبلند کلاموئی)
- منطقه حفاظت شده سبز کوه بختیاری
- تالاب آلونی

## جمعیت
بر پایه سرشماری عمومی نفوس و مسکن در سال ۱۳۹۵، جمعیت شهرستان خانمیرزا برابر با ۵۳٬۷۲۸ نفر بوده‌است.